# Agasikles
Agasikles (altgriechisch Ἀγασικλῆς Agasiklḗs), auch Agesikles (Ἀγησικλῆς Agēsiklḗs) oder Hegesikles (Ἡγησικλῆς Hēgēsiklḗs) war ein spartanischer König aus dem Haus der Eurypontiden etwa in der ersten Hälfte bis zur Mitte des 6. Jahrhunderts v. Chr.
Agasikles war der Sohn des Archidamos und Vater des Ariston. Während der Herrschaft des Agasikles und des Leon erlitten die Spartaner eine Niederlage gegen Tegea. Pausanias behauptet hingegen, Agasikles habe keine Kriege geführt.